# شهرستان هندرسون (تگزاس)
شهرستان هندرسون، تگزاس (به انگلیسی: Henderson County, Texas) یک سکونتگاه مسکونی در ایالات متحده آمریکا است که در تگزاس واقع شده‌است.

## خصوصیات
شهرستان هندرسون ۲٬۴۵۷٫۹۱ کیلومترمربع مساحت دارد.